# Армстронг-Вітворт
«Армстронг-Вітворт» (англ. Armstrong Whitworth) — легкий кулеметний панцирник Російської імператорської армії. Розроблений за замовленням ГВТУ Російської армії британською фірмою «Armstrong Whitworth» на базі шасі також британської фірми «Charles Jarrott and Willian Letts». Згодом панцирники випускалися на шасі автомобіля італійської фірми Fiat. З 1916 по 1917 рік в Росію було поставлено 40 панцирників, при цьому тут вони зазнали ряду переробок і удосконалень. Панцирники обмежено використовувалися Російською імператорською армією у боях Першої світової війни і обома протиборчими сторонами — в ході Громадянської війни.